# سان خوان دل منته
سان خوان دل منته (به اسپانیایی: San Juan del Monte, Burgos) یک شهرستان در اسپانیا است که در Ribera del Duero واقع شده‌است.

## خصوصیات
سان خوان دل منته ۲۶٫۵ کیلومترمربع مساحت و ۱۴۹ نفر جمعیت دارد و ۸۴۰ متر بالاتر از سطح دریا واقع شده‌است.